# Marleen Veldhuis
Magdalena Johanna Maria Veldhuis (Borne, Països Baixos, 29 de juny de 1979), coneguda com a Marleen Veldhuis, és una nedadora neerlandesa ja retirada, especialista en estil lliure.
Veldhuis va guanyar 8 medalles d'or en campionats mundials i 20 d'or en campionats europeus. En els Jocs Olímpics va guanyar una medalla d'or, una de plata i una de bronze en els 4 × 100 metres, així com una medalla de bronze en els 50 metres lliure a Londres 2012.